# Robert Hughes (skådespelare)
Robert Lindsay Hughes, född 19 augusti 1948 i Sydney, är en australisk skådespelare. Han är främst känd för en av rollerna i Abba – the Movie och i sitcomserien Hey Dad..!.
Under maj 2014 fälldes han för sexuellt ofredande av minderåriga och fick en fängelsestraff på 10 år och 9 månader.

## Filmografi (urval)
- 1977 – Abba – the Movie
- 1979 – Cathy's Child (TV-serie)
- 1980 – Fatty Finn
- 1981 – Winter of Our Dreams
- 1982 – Squizzy Taylor
- 1982 – Deadline
- 1984 – Great Gold Swindle
- 1996 – Race the Sun
- 1999 – First Daughter
- 2000 – Nowhere to Land